# きたそらち農業協同組合
きたそらち農業協同組合（きたそらちのうぎょうきょうどうくみあい、英称：JA Kitasorachi ）は北海道深川市に本所を置く農業協同組合である。略称はJAきたそらち。石狩平野の最北端に位置する深川市・雨竜町・北竜町・幌加内町一円を区域とする。空知総合振興局管内の北端に位置し、冬は豪雪地帯となる一帯である。

## 概要
2000年（平成12年）に旧深川市農協、音江町農協、イチヤン農協、多度志町農協、納内農協（以上深川市）、雨竜町農協、北竜町農協、幌加内町農協の8つの農協合併によって設立された。正組合員数1,606名、准組合員数6,838名、職員数は276名である。
営業範囲の内、雨竜町及び北竜町は、北いぶき農業協同組合の営業範囲を跨いだ形で存在しており、いわゆる飛び地の状態となっている。
コメの生産が盛んな他、蕎麦の一大産地としても有名である。

## 事務所の一覧
- カッコ内は所在地。太字は基幹支所。
- 本所　（深川市北光町1丁目10-10）
- 深川支所　（深川市3条1-16）
  - 音江支所　（深川市広里町1丁目3-6）
  - 納内支所　（深川市納内町北6-78）
  - 多度志支所　（深川市多度志1010）
- 雨竜支所　（雨竜郡雨竜町字満寿30-193）
- 北竜支所　（雨竜郡北竜町字和36-3）
- 幌加内支所　（雨竜郡幌加内町字幌加内1299）